# Dreifaltigkeitskapelle (Suchá Rudná)

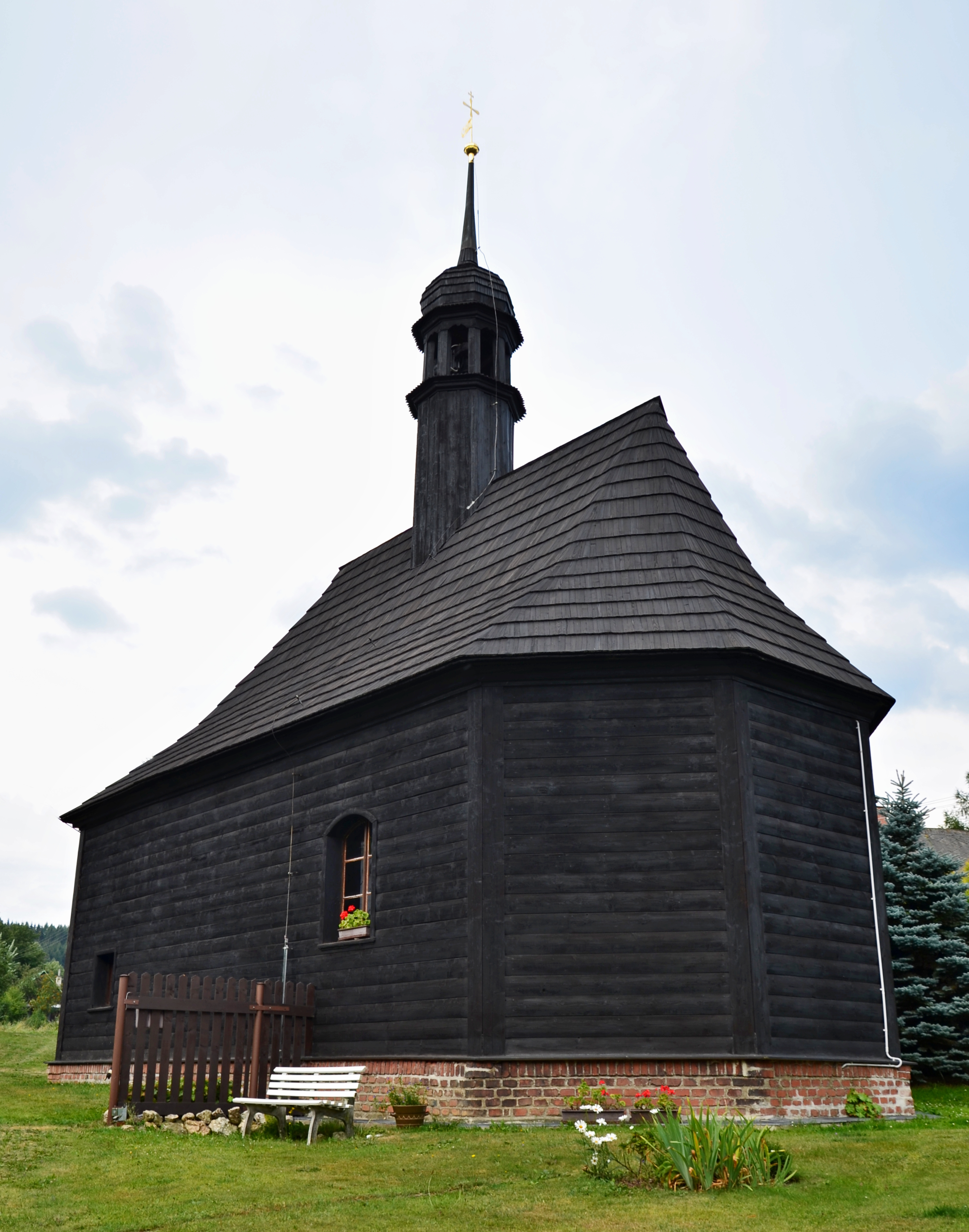
Ansicht von Osten

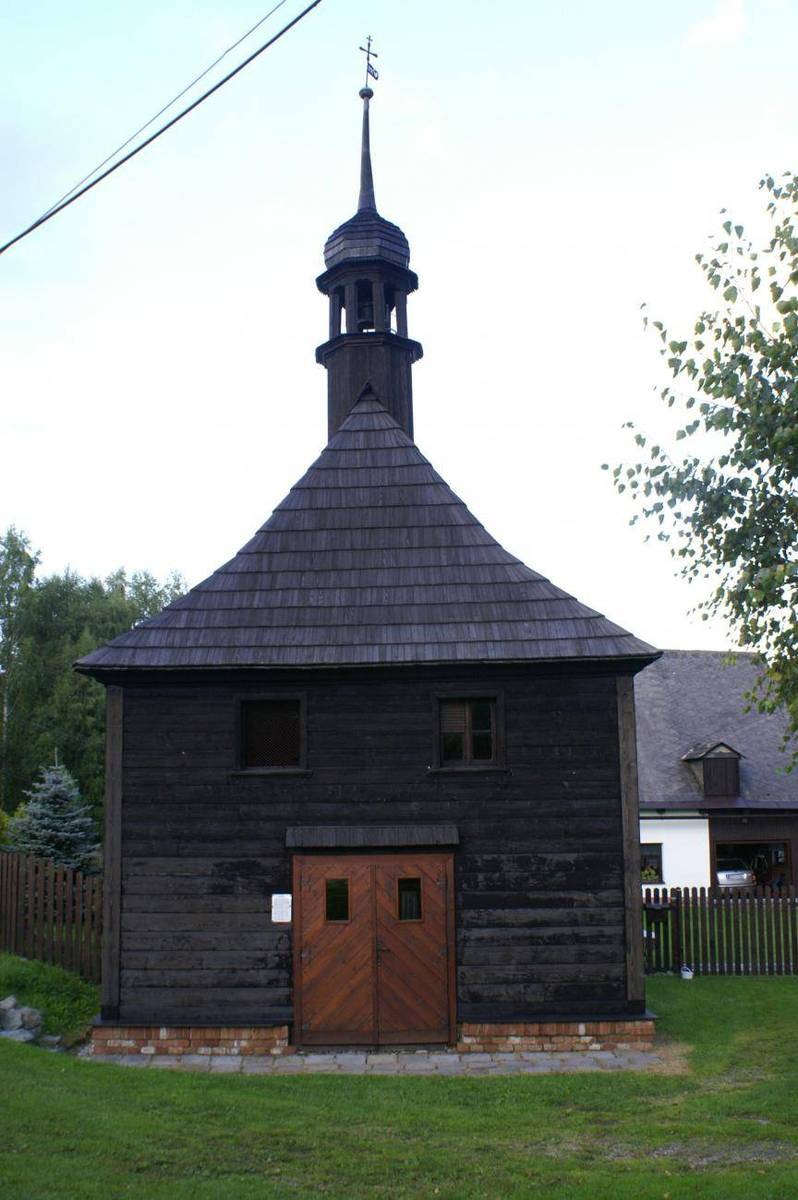
Vorderansicht

Die hölzerne Dreifaltigkeitskapelle (tschechisch Kaple Nejsvětější Trojice) ist eine ehemalige Messkapelle in Suchá Rudná  (Dürrseifen)
im Okres Bruntál, Tschechien. Das denkmalgeschützte barocke Bauwerk wurde nach 1980 profaniert.

## Lage
Die Kapelle befindet sich rechtsseitig des Baches Stará voda (Altwasser) im Zentrum von Suchá Rudná. 150 m nordwestlich steht das von Josef Obeth geschaffene Kriegerdenkmal, 200 m südlich liegt der Friedhof.

## Beschreibung
Das einschiffige gezimmerte Bauwerk auf einem Ziegelsockel hat einen rechteckigen Grundriss mit einer fensterlosen dreieckigen und nicht vom Schiff abgetrennten Chorapsis im Nordosten. Die Kapelle hat eine Länge von zehn Metern und eine Breite von sechs Metern. Die Längsachse verläuft von Südwest nach Nordost. Den oberen Abschluss bildet ein schindelgedecktes Walmdach, auf dem sich mittig ein oktagonaler Dachreiter mit Laterne und Zwiebeldach sowie vergoldetem Turmknauf mit Kreuz und Wetterfahne erhebt. Der Zugang erfolgt von Südwesten  durch eine zweiflügelige Tür mit rechteckigen Fensterchen; darüber sind zwei quadratische Fenster zur Orgelempore in die Fassade eingelassen. Im hinteren Teil der Seitenwände befindet sich jeweils ein Bogenfenster. Einschließlich des Dachreiters beträgt die Höhe acht Meter.
Die Innenwände des Schiffs sind verputzt und bemalt. Über dem Eingangsbereich befindet sich eine schlichte hölzerne Orgelempore, zu der aus dem Schiff eine hölzerne Stiege führt. Über dem Schiff und der Empore ist eine flache Kassettendecke aus Latten angebracht.
Das nur teilweise erhaltene, bescheidene Interieur bestand ursprünglich aus einem Altar, Heiligenbildern, Kirchenbänken, Paramenten und einem Orgelpositiv. In der Dachlaterne befindet sich die Glocke „Barbara“ aus dem Jahre 1921.

## Geschichte
Die Kapelle wurde um 1720 errichtet und 1739 durch den Freudenthaler Dekan Franz Valentin benediziert. Die ersten Kirchenbücher wurden 1727 in Engelsberg geführt.
1796 erfolgte eine Visitation nach Abschluss von Instandsetzungsarbeiten; die in der Wetterfahne enthaltene Jahreszahl nimmt darauf Bezug. Faustin Ens beschrieb die Kapelle in Dürrseifen 1836 als eine Kirche, die wie auch die Schule von Engelsberg aus besorgt wird.
Die Glocke wurde während des Ersten Weltkrieges als Kriegsmetall eingeschmolzen. 1921 wurde eine neue Glocke angekauft und der hl. Barbara gewidmet. Seit 1958 ist die Dreifaltigkeitskapelle als Kulturdenkmal geschützt.
Bis zum Beginn der 1970er Jahre wurde die Kapelle regelmäßig durch die Pfarrei Andělská Hora für Messen sowie Hochzeiten und Begräbnisse genutzt. Wegen des sich fortsetzenden Bevölkerungsschwunds – zwischen 1970 und 1980 sank die Einwohnerzahl in Suchá Rudná von 126 auf 87; ein Jahrhundert zuvor (1880) lebten in dem Dorf noch 637 Menschen – verlor das römisch-katholische Erzbistum Olmütz das Interesse an der Kapelle. Die Kirche räumte das noch anderweitig verwendbare Inventar aus der Kapelle und entwidmete sie schließlich zu Beginn der 1980er Jahre.
Der fortschreitende Verfall wurde in den Jahren 1987, 1988 und 1997 noch durch Hochwasserschäden bei Überschwemmungen der Stará voda verstärkt. Der 2004 gegründete Ortsverschönerungsverein Zkrášlovací spolek Suchá Rudná setzte zwei Jahre später das Schindeldach der Kapelle instand. Sukzessive erfolgte bis 2014 die weitere Instandsetzung der Kapelle durch den Bürgerverein. Seitdem wird die Kapelle für Konzerte und Ausstellungen genutzt.
Im Herbst 2017 stellte der NPÚ in einer Ausstellung in der Kapelle die 2013 beim Bau der Pension Holzberg gemachten archäologischen Funde aus dem 13. Jahrhundert vor.

## Legende
Nach mündlicher Überlieferung soll die Kapelle zuerst in Karlsbrunn gestanden haben und etwa in der Mitte des 19. Jahrhunderts nach Dürrseifen umgesetzt worden sein. Urkundlich nachweisbar ist dies jedoch nicht.